# Campionato di calcio della Federazione calcistica dell'Asia orientale 2025
Il Campionato di Calcio della Federazione calcistica dell'Asia Orientale 2025, anche noto come EAFF E-1 Football Championship 2025, è stato la 10ª edizione del torneo di calcio subcontinentale per squadre nazionali maggiori maschili organizzato dalla EAFF. Si è disputato in Corea del Sud dal 7 al 15 luglio 2025, con il turno preliminare che si è tenuto a Hong Kong dall'8 al 17 dicembre 2024.
La competizione è stata vinta dal Giappone, al suo terzo successo nella competizione.

## Stadi
Il turno preliminare si è svolto a Hong Kong, nei seguenti stadi:
- Hong Kong Stadium, capienza 40.000 posti
- Kai Tak Sports Park, capienza 5.000 posti
- Mong Kok Stadium, capienza 6.664 posti

La fase finale della competizione si terrà a Yongin, in Corea del Sud, presso il Yongin Mireu Stadium, dalla capienza di 37.155 posti.

## Squadre partecipanti
Alla competizione prendono parte un totale di 4 squadre. Tre federazioni hanno ottenuto l'accesso diretto alla fase finale, mentre le altre sei affiliate alla EAFF partecipano ad un turno preliminare per decretare la quarta e ultima partecipante.
In grassetto le federazioni ospitanti delle rispettive fasi:
| Fase finale                       | Preliminare                                                            |
| --------------------------------- | ---------------------------------------------------------------------- |
| - Corea del Sud - Giappone - Cina | - Hong Kong - Corea del Nord - Taipei cinese - Macao - Mongolia - Guam |

## Fase preliminare

### Sorteggio
Il sorteggio per la fase preliminare si è tenuto il 15 novembre 2024, con le squadre che sono state divise in quattro fasce in base al loro piazzamento nel ranking mondiale. Sono stati sorteggiati due gironi, ognuno da tre squadre, con le due vincenti dei rispettivi gironi che si qualificano per la finale che decreta la quarta partecipante alla fase finale.
| Fascia 1             | Fascia 2            | Fascia 3       |
| -------------------- | ------------------- | -------------- |
| Hong Kong (159)      | Taipei cinese (165) | Mongolia (189) |
| Corea del Nord (110) | Macao (185)         | Guam (204)     |

### Girone A
| Pos. | Squadra        | Pt       | G | V | N | P | GF | GS | DR |
| ---- | -------------- | -------- | - | - | - | - | -- | -- | -- |
| 1.   | Guam           | 3        | 1 | 1 | 0 | 0 | 2  | 1  | +1 |
| 2.   | Macao          | 0        | 1 | 0 | 0 | 1 | 1  | 2  | -1 |
| 3.   | Corea del Nord | Ritirata |   |   |   |   |    |    |    |

### Girone B
| Pos. | Squadra       | Pt | G | V | N | P | GF | GS | DR |
| ---- | ------------- | -- | - | - | - | - | -- | -- | -- |
| 1.   | Hong Kong     | 6  | 2 | 2 | 0 | 0 | 5  | 1  | +4 |
| 2.   | Taipei cinese | 3  | 2 | 1 | 0 | 1 | 5  | 2  | +3 |
| 3.   | Mongolia      | 0  | 2 | 0 | 0 | 2 | 0  | 7  | -7 |

### Finale
| Arbitro: | Wiwat Jumpaoon |

|  |           |                                                          |
|  | Marcatori | 2’, 53’ Chan Siu Kwan 12’ Benavides 50’ Everton 78’ Dudu |

## Fase finale
La fase finale si è tenuta in Corea del Sud dal 7 al 15 luglio 2025. Il 29 aprile 2025 l'amministrazione di Yongin ha annunciato che la città avrebbe disputato tutte le 6 gare della competizione, presso il Yongin Mireu Stadium.

### Classifica
| Pos. | Squadra       | Pt | G | V | N | P | GF | GS | DR |
| ---- | ------------- | -- | - | - | - | - | -- | -- | -- |
| 1.   | Giappone      | 9  | 3 | 3 | 0 | 0 | 9  | 1  | +8 |
| 2.   | Corea del Sud | 6  | 3 | 2 | 0 | 1 | 5  | 1  | +4 |
| 3.   | Cina          | 3  | 3 | 1 | 0 | 2 | 1  | 5  | -4 |
| 4.   | Hong Kong     | 0  | 3 | 0 | 0 | 3 | 1  | 9  | -8 |

### Incontri
| Arbitro: | Yuan Yaasin |

|                                                    |           |  |
| Lee Dong-gyeong 8’ Joo Min-kyu 21’ Kim Ju-sung 56’ | Marcatori |  |

| Arbitro: | Thoriq Alkatiri |

|                                                      |           |         |
| Germain 4’, 10’, 22’, 26’ Inagaki 20’ Nakamura 90+4’ | Marcatori | 59’ Orr |

| Arbitro: | Ahmad A'Qashah |

|  |           |                                  |
|  | Marcatori | 27’ Kang Sang-yun 67’ Lee Ho-jae |

| Arbitro: | Sivakorn Pu-udom |

|                          |           |  |
| Hosoya 11’ Mochizuki 63’ | Marcatori |  |

| Arbitro: | Ngo Duy Lan |

|             |           |  |
| Zhengyu 20’ | Marcatori |  |

| Arbitro: | Tuan Yaasin |

|  |           |            |
|  | Marcatori | 8’ Germain |